# Артур Террас
Артур Терас (еве Artur Terras; 1901—1963) — естонський юрист і політик, очільник (обербургомістр) Таллінна з 24 серпня 1941 року по вересень 1944 року під час німецької окупації.

## Біографія
Народився 18 лютого 1901 року у селі Пер'ятсі. У 1919 році закінчив Нарвську гімназію. Брав участь у війні за незалежність. У 1927 році закінчив юридичний факультет Тартуського університету. До війни працював адвокатом у Таллінні.
Після окупації Естонії військами СРСР у 1940 році Артур Терас пішов в антирадянське підпілля, приєднався до лісових братів у лісах Віхасоо. Влітку 1941 року він став командувачем Сил самооборони (Омакайтсе) в Північній Естонії.
24 серпня 1941 року, коли Естонія була окупована нацистськими німецькими військами, Артур Терас став обербургомістром Таллінна. У вересні 1944, з наступом радянських військ, залишив посаду та емігрував до Швеції. 20 квітня 1952 року став міністром без портфеля в естонському уряді у вигнанні.
Він помер 23 листопада 1963 року в Стокгольмі.